# Joaquín Galera
Joaquín Galera Magdaleno (* 25. März 1940 in Baúl oder Armilla; † 14. April 2025 in Armilla) war ein spanischer Radrennfahrer und nationaler Meister im Radsport.

## Sportliche Laufbahn
Von 1961 bis 1972 war er als Berufsfahrer aktiv. Er begann seine Profikarriere im Radsportteam Kas.
Galera konnte in den ersten Jahren als Radprofi keine Erfolge einfahren. Erst 1964 konnte er sein Können zeigen. Er gewann die nationale Meisterschaft im Bergfahren und das Etappenrennen Subida a Arrate (vor Francisco Gabica) mit einem Etappensieg. In der Tour de France war er mit seinem Team im Mannschaftszeitfahren erfolgreich.
1965 wurde seine erfolgreichste Saison. Er gewann die 16. Etappe der Tour de France, das Straßenradrennen Subida al Naranco und das Etappenrennen Vuelta a los Valles Mineros vor Augustín Tamames. In der Bergmeisterschaft wurde er Dritter. Weitere Siege gelangen ihm im Eintagesrennen Subida a Urkiola 1968, im Rennen Subida a Arrate 1970 und auf Etappen der Vuelta a La Rioja 1967, der Baskenland-Rundfahrt 1969 und der Andalusien-Rundfahrt 1970.
Zweite Plätze holte er in den Rennen Klasika Primavera de Amorebieta 1970 und in der Vuelta a Leganés 1970 und 1971. 
Galera bestritt alle Grand Tours. 

## Grand-Tour-Platzierungen
| Grand Tour            | 1964 | 1965 | 1966 | 1967 | 1968 | 1969 | 1970 | 1971 |
| --------------------- | ---- | ---- | ---- | ---- | ---- | ---- | ---- | ---- |
| Vuelta a EspañaVuelta | –    | 16   | –    | DNF  | –    | –    | 8    | 34   |
| Giro d’ItaliaGiro     | 64   | 37   | 15   | –    | DNF  | –    | DNF  | –    |
| Tour de FranceTour    | –    | –    | –    | –    | –    | 11   | –    | –    |

## Familiäres
Sein jüngerer Bruder Manuel Galera (1943–1972) war ebenfalls Radprofi.